# Endodontidae
Endodontidae – rodzina lądowych ślimaków trzonkoocznych (Stylommatophora) obejmująca gatunki występujące na wyspach Oceanii. 16 gatunków wpisano do Czerwonej księgi gatunków zagrożonych Międzynarodowej Unii Ochrony Przyrody – większość jest zagrożonych (EN) lub krytycznie zagrożonych (CR) wyginięciem, jeden jako wymarły (kategoria EX).

## Systematyka
Dawniej rodzina Endodontidae (sensu lato) obejmowała kilka podrodzin, do których zaliczano występujące m.in. w Polsce gatunki krążałków, stąd spotykana czasem,  nieprawidłowa nazwa rodziny Endodontidae: krążałkowate. Rodzajem typowym rodziny jest Endodonta, obejmujący ślimaki endemiczne dla Hawajów, natomiast nazwa krążałek obejmowała początkowo tylko gatunki z rodzaju Discus, o holarktycznym zasięgu występowania, obecnie klasyfikowane w rodzinie Discidae.
Podrodziny zaliczane dawniej do Endodontidae, obecnie klasyfikowane w odrębnych rodzinach:
- Helicodiscinae (obecnie rodzina Helicodiscidae)
- Patulinae (obecnie rodzina Discidae, syn. Patulidae)
- Punctinae (obecnie rodzina Punctidae)

W klasyfikacji Boucheta i Rocroia w obrębie Endodontidae nie wyróżniono podrodzin.

### Podział systematyczny
Do rodziny Endodontidae należą następujące rodzaje:

- Aaadonta Solem, 1976
- Anceyodonta Solem, 1976
- Australdonta Solem, 1976
- Beilania Preston, 1913
- Biplicatum S. Ouyang, W. Gan, X.P. Wu & X.F. Xu, 2010
- Cookeconcha Solem, 1976
- Endodonta Albers, 1850
- Gambiodonta Solem, 1976
- Kleokyphus Solem, 1976
- Kondoconcha Solem, 1976
- Libera Garrett, 1881
- Mautodontha Solem, 1976
- Minidonta Solem, 1976
- Nesodiscus Thiele, 1931
- Nesophila Pilsbry, 1893
- Opanara Solem, 1976
- Orangia Solem, 1976
- Planudonta Solem, 1976
- Priceconcha Solem, 1973
- Protoendodonta Solem, 1977 †
- Pseudolibera Solem, 1976
- Rhysoconcha Solem, 1976
- Rikitea Solem & C.M. Cooke, 1976
- Ruatara Solem, 1976
- Taipidon Solem, 1976
- Thaumatodon Pilsbry, 1893
- Zyzzyxdonta Solem, 1976